# Толстој (Јужна Дакота)
Толстој (енгл. Tolstoy) град је у америчкој савезној држави Јужна Дакота.

## Демографија
По попису из 2010. године број становника је 36, што је 28 (-43,8%) становника мање него 2000. године.
| Група             | 2000.      | 2010.      |
| Белци             | 63 (98,4%) | 35 (97,2%) |
| Афроамериканци    | 0 (0,0%)   | 0 (0,0%)   |
| Азијати           | 0 (0,0%)   | 1 (2,8%)   |
| Хиспаноамериканци | 1 (1,6%)   | 1 (2,8%)   |
| Укупно            | 64         | 36         |